# Von Samson-Himmelstjerna

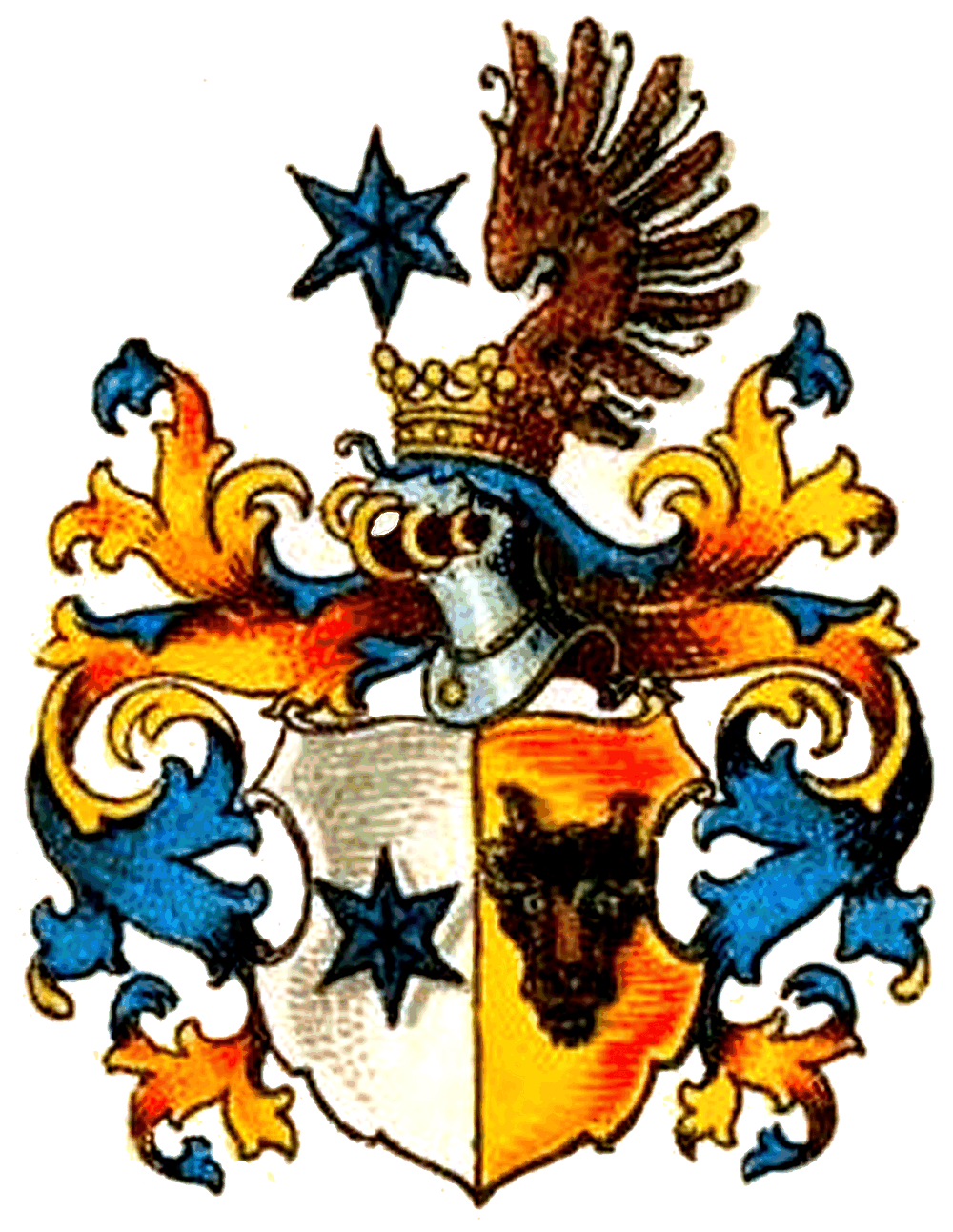
Vapensköld Samson-Himmelstjerna

von Samson-Himmelstjerna är en i Sverige utslocknad adelsätt vilken härstammade från Putten i Gelderland, Brabant i Belgien. Ätten spreds senare till Livland där den först nämndes 1568 i Riga. Ätten adlades i Sverige 1640 men blev först 1974 den sist introducerade adelsätten på Riddarhuset i Stockholm. Ätten utdog i Sverige på svärdssidan 1985, och på spinnsidan 1999. Huvudmannagrenen och andra grenar är bosatt i Tyskland, men grenar av ätten fortlever också i Frankrike, Ryssland och USA.

## Historia
Naeman Samson (död 1583) utsågs 1568 till befälhavare för stadsvakten i Riga, och hans son Hermannus Samsonius (1579–1643) blev av kung Gustav II Adolf utsedd till superintendent över Livland, och adlades 1640 på Stockholms slott av drottning Kristinas förmyndarregering, men introducerades först den 4 september 1974 på grund av återställande av försutten tid och blev den sist introducerade adelsätten på Sveriges Riddarhus under nr 2349.
Hermannus Samsonius och hans ättlingar kallade sig von Samson och först 1819 började medlemmar kalla sig Samson-Himmelstjerna. Ätten producerade förvaltare, jurister och godsägare i Livland, Estland och på ön Ösel, och representerades i alla fyra baltiska riddarhusen, på Svenska riddarhuset och immatrikulerades även i Sachsen, Tyskland.
Ätten levde nästan uteslutande i de baltiska länderna fram till Estland och Lettlands självständighet 1918, men redan 1872 utvandrade Raoul von Samson-Himmelstjerna till USA, där han blev stamfader för den amerikanska grenen, och efter första världskriget och den baltiska revolutionen flyttade Nikolai von Samson-Himmelstjerna till Frankrike där han grundade den franska grenen. Nikolais bror Georg (Juri) von Samson-Himmelstjerna stannade kvar i Ryssland och har ättlingar där, medan de flesta av ätten flyttade till Tyskland. 
En gren bor på godset Falkenberg i Kreis Schleswig-Flensburg, medan många bosatte sig i trakten av Reichsgau Wartheland i Tyskland. 1939 kallades den baltiska adeln av Adolf Hitler till Tyskland, samman med den övriga balttyska befolkningen, innan Sovjetunionen annekterade området och de sista medlemmarna av ätten lämnade slutgiltigt Baltikum 1939.
En släktförening grundades år 1931.

## Blasonering
Motivet med oxhuvud och stjärna är vanligt förekommande i Veluwe i Gelderland, Nederländerna.
| ”                                  | Såsom och confirmera honom fölliande skölldemärke, som han och fäder för honom fördt haffua, nembl: Een fördeelt skölld, den högre sijdan hwiijt, där uthi en blå stierna, den wänstre sijdan guhl, haffuandes uthi sigh ett swart oxehuffwud medh uthräckter rödh tunga, offuan oppå sköllden en öppen Tornere hiellm, hielmtäcket och Crantzen medh hwitt, blått och guhlt fördeelte; offuan oppå Hielmen en swart winge, medh en blå stierna framför sigh emot höger, alldeles som det medh sine egentlige förgor här representerat och afmåhlat står | „ |
| – Sköldebrevsavskrifter, 20:x, RHA | |   |

## Medlemmar i urval
- Reinhold Samson von Himmelstjerna (1778–1858), livländsk jurist och politiker
- Georg von Samson-Himmelstjerna (1783-1862), lantråd i Livland
- Carmen von Samson-Himmelstjerna tysk litteraturvetare och översättare under pseudonymen Sylveline Schönwald
- Hermann Guido von Samson-Himmelstjerna (1809-1868), tysk-baltisk militärläkare
- Guido Hermann Claudius Wilhelm von Samson-Himmelstjerna, dirigent
- Kurt von Samson-Himmelstjerna (1894-1976)
- Peter Reinhold Ottokar von Samson-Himmelstjerna (1840-1906)
- Erik von Samson-Himmelstierna (1899-1985), svensk överstelöjtnant och amatörkonstnär
- Jesko von Samson-Himmelstjerna, född 1973, tysk politiker (CDU)